# Stanley Cup 2003
La finale della Stanley Cup 2003 è una serie al meglio delle sette gare che ha determinato il campione della National Hockey League per la stagione 2002-03. Questa è la 111ª edizione della Stanley Cup. Al termine dei playoff i New Jersey Devils, campioni della Eastern Conference, si sfidarono contro i Mighty Ducks of Anaheim, vincitori della Western Conference. La serie iniziò il 27 maggio, per poi concludersi il 9 giugno, e vide la conquista da parte dei Devils della Stanley Cup per 4 a 3. I Devils vinsero la loro terza Stanley Cup dopo i successi ottenuti nel 1995 e nel 2000.
Per la formazione del New Jersey fu la prima finale dal 2001, la terza negli ultimi quattro anni. Per Anaheim invece si trattò della prima partecipazione in assoluto. I Devils sconfissero i Mighty Ducks per 4-3 vincendo la terza Stanley Cup in meno di un decennio, eguagliando i Detroit Red Wings dopo la fine dell'era degli Edmonton Oilers nel 1990. Anaheim fu la prima squadra all'esordio nella finale della Stanley Cup ad essere sconfitta in Gara-7, subendo tuttavia nelle quattro gare giocate in trasferta un parziale negativo di 15-3. Dal 1996 nelle dieci partite giocate contro in New Jersey contro i Devils i Mighty Ducks non riuscirono mai a vincere.
Per la prima volta si sfidarono da avversari due fratelli, Scott Niedermayer, difensore e capitano alternativo dei Devils, e Rob Niedermayer, centro dei Mighty Ducks. Per la terza volta nella storia della NHL, la prima dal 1965, la squadra che giocava in casa fu in grado sempre di vincere l'incontro. Nel corso dei playoff i New Jersey Devils stabilirono il nuovo primato di imbattibilità interna, conquistando 12 vittorie in altrettanti incontri, superando il record precedente di 11 successi degli Oilers nel 1988.
Al termine della serie il portiere canadese Jean-Sébastien Giguère fu premiato con il Conn Smythe Trophy, trofeo assegnato al miglior giocatore dei playoff NHL. Era dal 1987 che tale premio non veniva assegnato ad un giocatore della squadra perdente.

## Contendenti

### New Jersey Devils
I New Jersey Devils raggiunsero la finale della Stanley Cup per la quarta volta nella loro storia (la terza nelle ultime quattro stagioni). Conclusero la stagione regolare al secondo posto nella Conference vincendo il titolo nella Atlantic Division con 108 punti. Al primo turno superarono per 4-1 i Boston Bruins, mentre al secondo sconfissero i Tampa Bay Lightning sempre per 4-1. Nella finale della Eastern Conference ebbero la meglio sugli Ottawa Senators per 4-3.

### Mighty Ducks of Anaheim
I Mighty Ducks of Anaheim parteciparono per la prima volta nella loro breve storia alle finali della Stanley Cup. La stagione regolare si concluse con la settima posizione nella Conference, con un bottino di 95 punti. Al primo turno sconfissero 4-0 i campioni in carica dei Detroit Red Wings mentre al secondo turno affrontarono i rivali di Division dei Dallas Stars e li superarono in sei partite. Nella finale di Western Conference si sbarazzarono ancora per 4-0 dei Minnesota Wild.

## Serie

### Gara 1
| Arbitri: | Dan Marouelli Brad Watson |

|  |           |                                     |
|  | Marcatori | 21:45, 59:39 Friesen 45:34 Marshall |

### Gara 2
| Arbitri: | Paul Devorski Bill McCreary |

|  |           |                                       |
|  | Marcatori | 24:42 Eliáš 32:11 Gomez 44:22 Friesen |

### Gara 3
| Arbitri: | Dan Marouelli Bill McCreary |

|                         |           |                                           |
| Eliáš 34:02 Gomez 49:11 | Marcatori | 23:39 Chouinard 34:47 Ozoliņš 66:59 Salej |

### Gara 4
| Arbitri: | Dan Marouelli Brad Watson |

|  |           |              |
|  | Marcatori | 60:39 Thomas |

### Gara 5
| Arbitri: | Paul Devorski Bill McCreary |

|                                           |           |                                                                                  |
| Sýkora 00:42 Rucchin 12:50 Påhlsson 26:35 | Marcatori | 03:35 Rhéaume 07:45 Eliáš 23:12 Gionta 29:02 Pandolfo 45:39, 52:52 Langenbrunner |

### Gara 6
| Arbitri: | Dan Marouelli Brad Watson |

|                               |           |                                                             |
| Pandolfo 22:18 Marshall 50:46 | Marcatori | 04:26, 13:42 Rucchin 15:59 Thomas 37:15 Kariya 43:57 Sýkora |

### Gara 7
| Arbitri: | Dan Marouelli Bill McCreary |

|  |           |                                 |
|  | Marcatori | 22:22 Rupp 32:18, 56:16 Friesen |

## Roster dei vincitori
| Vincitori della Stanley Cup 2003 New Jersey Devils | Portieri: Martin Brodeur, Corey Schwab Difensori: Richard Šmehlík, Ken Daneyko, Scott Stevens (C), Colin White, Tommy Albelin, Oleg Tverdovskij, Scott Niedermayer (A), Brian Rafalski Attaccanti: Jiří Bicek, John Madden, Jeff Friesen, Brian Gionta, Jamie Langenbrunner, Michael Rupp, Christian Berglund, Sergej Brylin, Jim McKenzie, Jay Pandolfo, Pascal Rheaume, Scott Gomez, Turner Stevenson, Joe Nieuwendyk, Patrik Eliáš (A), Grant Marshall Staff Tecnico: Pat Burns (Allenatore), Bobby Carpenter (Ass. Allenatore), John MacLean (Ass. Allenatore) |